# 8월 쿠데타
8월 쿠데타(러시아어:  Августовский путч)는 1991년 8월 19일부터 21일까지 소련 공산당 보수파들이 중심이 된 국가비상사태위원회가 당시 소련 대통령이던 미하일 고르바초프에 반대해 일으킨 쿠데타이다. 이는 이틀 만에 실패했고 대통령이었던 고르바초프는 정부로 되돌아 갔으나, 사실상 소련 체제를 붕괴시켜 결과적으로 소비에트 연방의 붕괴로 이어지게 되었다.

## 배경
1985년 3월 11일 소련 서기장에 집권한 이래 고르바초프는 페레스트로이카와 글라스노스트의 균형적인 개념을 구체화하려는 개혁 개방에 대한 야심을 갖고 있었다. 개혁의 프로그램은 각기 경제/정치/법률/행정/헌법의 구조 조정과 개방을 의미했다. 이러한 활동들은 기존 공산당 체제의 보수파들에게 저항과 의혹을 촉진시켰다. 특히 소비에트 연방의 러시아 소수민족들 중 일부에서는 민족주의 동요가 일어났고, 소련을 구성하는 공화국들이 탈퇴할 수도 있다는 위협으로 비추어졌다. 특히 1991년 발트 3국과 조지아가 독립을 선언하고 나고르노카라바흐와 남오세티야에서 민족간 무력 충돌이 일어나자, 소련 지도부는 더 이상 기존의 체제로 연방이 유지될 수 없다고 판단했다. 1990년 6월 12일에는 러시아 공화국에서 주권 국가 선언을 통해 러시아 공화국에서 소련의 법률을 정지시켰다.
1991년 3월 17일 실시된 전연방 국민투표에서, 발트 3국과 아르메니아, 그루지야(현 조지아), 몰도바를 제외한 나머지 공화국들은 새로운 연방체제를 창설하는데 합의했고, 이어지는 협상에서 9개 공화국 중 우크라이나를 제외한 공화국들이 새로운 연방 체제를 구성하는데 동의했다. 이 조약을 통해 소비에트 연방은 기존의 공산당 중심 연방 체제를 버리고 새로운 연방 체제로 거듭나게 되었다. 러시아 공화국과, 카자흐, 우즈베크 공화국은 1990년 8월 20일 신연방조약에 서명했다.

## 음모
1990년, 국가보안위원회의 국장 블라디미르 크류치코프는 모스크바에서 중앙 텔레비전 방송으로 "질서 요구"를 방송했다. 그 날, 그는 2명의 국가보안위원회 장교들에게 국가 비상 사태가 소련에 발령될 경우를 대비해 대책을 마련하라고 지시했다. 그 후, 크류치코프는 국방장관인 드미트리 야조프와 내무장관 보리스 푸고, 수상 발렌틴 파블로프, 부통령 겐나디 야나예프, 소련 국방 회의 의장 대리 올레그 바클라노프, 고르바초프의 비서실장 발레리 볼딘, 소련 공산당 중앙 위원회 사무국장 올레그 셰닌을 거사에 참가시켰다.
1991년 7월 29일, 고르바초프와 러시아 대통령 보리스 옐친, 카자흐스탄 대통령 누르술탄 나자르바예프는 파블로프, 야조프, 크류치코프, 푸고와 같은 보수 노선자들을 더 자유주의인 인물들로 교체 할 수 있는 가능성에 대해서 토론했다. 그 대담은 국가보안위원회에 의하여 도청당했고 크류치코프가 몇 달 전부터 서브젝트 110으로 고르바초프를 엄중한 감시 하에 두고 있었다. 1991년 8월 4일, 고르바초프는 우크라이나 크림반도 포로스에 있는 그의 별장으로 갔다. 그는 연방 조약이 체결되는 1991년 8월 20일에 모스크바로 돌아갈 계획이었다.
8월 17일, 국가비상사태위원회의 조직원들은 모스크바의 국가보안위원회 영빈관에 모여 거사일을 정했다. 오레그 바클라노프, 발레리 볼딘, 올레그 셰닌, 소련 국방부 장관 대리 발렌틴 바렌니코프 장군은 고르바초프와의 대담을 위해 크림반도로 날아갔다. 바클라노프, 볼딘, 셰닌, 바렌니코프는 고르바초프가 국가 비상사태를 선포하거나, 대통령직에서 사직하고 부통령인 겐나디 야나예프에게 임시 대통령에 임명할 것을 요구했다.
고르바초프는 최종 제안을 받아들이는 핵심 조항은 공백으로 놓고 거절하는 태도로 일관했다. 바렌니코프에 의하면 고르바초프는 그에게 화를 냈다고 증언했으나 다른 증언에 의하면 바클라노프, 볼딘, 셰닌, 바렌니코프는 고르바초프와의 대담 후 분명히 실망했고 신경질적이었다고 한다. 고르바초프가 거절하자, 음모자들은 그를 포로스 별장에 고립시켰고, 같은 시각 별장의 통신선은 국가보안위원회에 의해 끊겼다. 더욱이 국가보안위원회 소속 보안요원은 별장의 통로를 봉쇄하고 어느 누구도 자리를 뜨지 말라는 명령을 받았다.
고르바초프를 고립시키자, 국가비상사태위원회는 프스코프의 공장에서 제작한 25만 쌍의 수갑을 모스크바로 보내 30만명을 체포하도록 지시했다. 크류치코프는 모든 국가보안위원회 요원들의 보수를 두 배로 올려, 휴일에도 임무를 수행하며 그들의 경계 태세를 유지시켰다. 그들은 수감자들을 수용하기 위해 모스크바 근교의 레포르토보 교도소를 비워두었다.

## 쿠데타

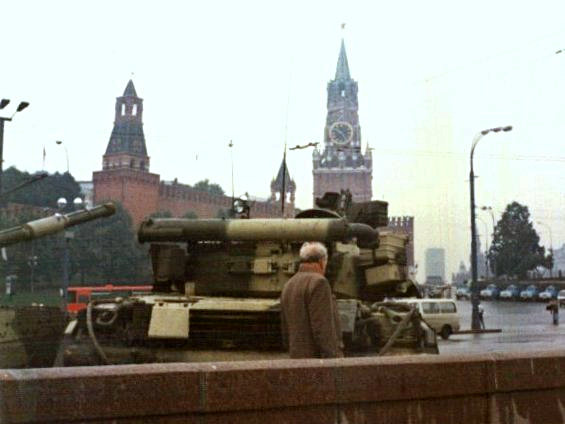
1991년 군사 쿠데타 동안에 붉은 광장의 전차들

바클라노프, 볼딘, 셰린, 바렌니코프가 크림반도에서 돌아온 후, 이들은 크렘린에서 집결했다. 겐나디 야나예프, 발렌틴 파블로프, 올레그 바클라노프는 이른바 "소비에트 지도부 선언"에 서명했다. 그들은 소련의 몇몇 영토들에 국가 비상 사태를 발령했고 국가비상사태위원회(러시아어: Государственный Комитет по Чрезвычайному Положению, ГКЧП)는 "나라의 운영과 국가 비상 사태에 대한 정치 제도를 효율적으로 유지하기 위해" 조직되었다고 발표했다. 그들은 고르바초프가 "투병 중"이기 때문에 대통령의 직무를 수행할 수 없다는 구실로 겐나디 야나예프는 자신을 임시 소련 대통령에 임명하는 법령에 서명했다.
국가비상사태위원회는 공산당 통제 아래있는 9개의 신문사들을 제외한 모든 신문의 발간을 금지했다. 국가비상사태위원회는 시민들에게 민주주의로의 개방과 개혁을 지원하고 자유 기업을 후원할 것이라고 공표했다.

### 8월 19일
오전 7시, 텔레비전과 라디오의 매체들을 통해 국가비상사태위원회의 선언이 방송되었다. 모스크바의 텔레비전 방송국들과 라디오 방송국들은 방송이 중지되었으며, 모스크바 인근에 주둔하고 있던 타만스카야 사단과 칸테미로프스카야 전차사단, 공수부대가 모스크바로 모여들었다. 4명의 러시아 인민 대표들은 거의 대부분 "위험 인물"로 간주되어 국가보안위원회에 의해 억류되었고 모스크바 인근 군사 기지에 수용되었다. 국가비상사태위원회는 러시아 공화국 대통령 보리스 옐친이 8월 17일 당시 카자흐스탄 방문을 마치고 돌아왔을 때나 모스크바 근처의 그의 별장에 들어 갔을 때에 그를 구금할 것을 고려했지만, 실행하지는 않았다. 결과적으로 이는 쿠데타의 실패 원인 중 하나가 되었다.
보리스 옐친은 8월 19일 러시아 최고 소비에트가 있는 러시아 벨리 돔(현 국회의사당)에 도착했다. 그는 러시아 공화국의 수상이었던 이반 실라예프와 러시아 최고 소비에트의 임시의장 루슬란 하스불라토프와 함께 모여, 쿠데타에 대응하는 계엄령의 발령에 대해서 논의했다. 여기서 이들은 모든 군이 쿠데타에 가담하지 않았다고 판단했으며, 계엄령은 미하일 고르바초프가 사람들에게 연설해야 할 필요성과 더불어 총파업을 실행하기로 했다.
오후에 모스크바 시민들은 벨리 돔 주변으로 모여들기 시작했고 그 주변으로 장애물들이 세워지기 시작했다. 이러한 움직임을 감지한, 겐나디 야나예프는 16시에 국가 비상 사태를 발령했다. 야나예프는 17시에 기자회견에서 고르바초프는 휴가 중이라고 발표했다.
그동안 크렘린의 보호를 명령 받은 타만스카야 사단의 전차 대대 참모 대대장 에프도키모프 소령은 러시아 공화국의 지도부에게 그의 충성을 맹세했다. 옐친은 한 전차에 올라 군중에게 연설했다. 이 에피소드는 저녁 뉴스 프로그램에 포함되어 국영 TV 방송에 의해 방송되었다.

### 8월 20일

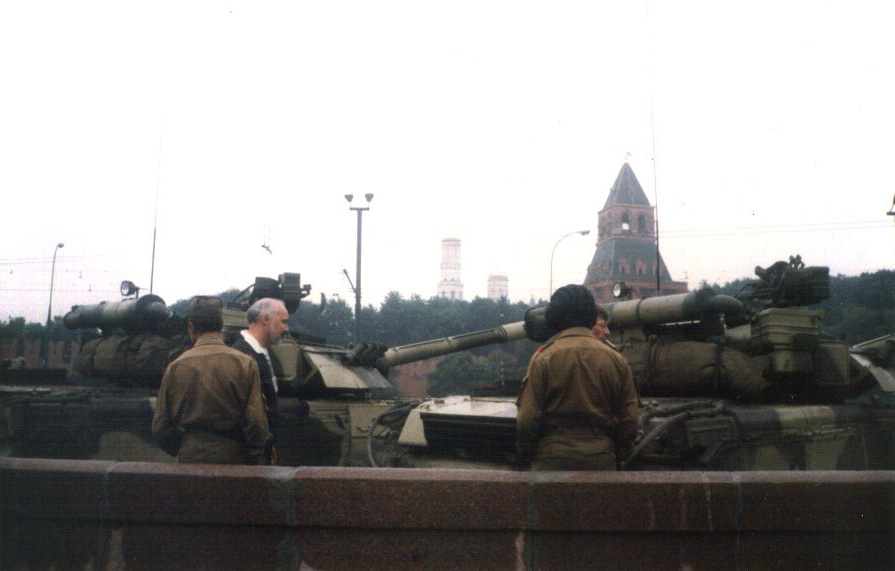
1991년 쿠테타 동안에 붉은 광장의 전차들

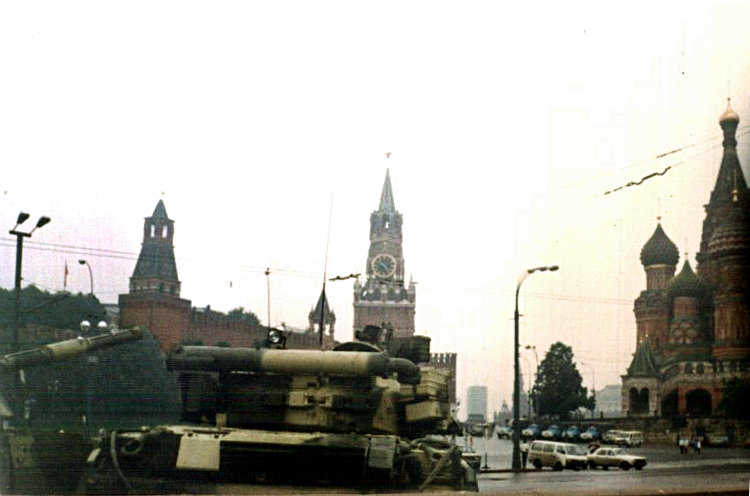
1991년 쿠데타 동안에 붉은 광장의 전차들

정오에, 야나예프에 의해 모스크바 군사 지휘관으로 임명된 모스크바 군구의 사령관 칼리닌 장군은 모스크바에 8월 20일 23시부터 다음날 5시까지 야간통행금지령을 발령했다. 이는 크렘린에 대한 공격이 임박했다는 신호를 의미했다.
크렘린 수비대들은 국가비상사태위원회의 공격에 대비해 방어 태새를 갖췄다. 그들 중 몇 명을 제외한 대부분의 지원자들은 비무장 상태였다. 러시아 공화국의 편으로 돌아선 에프도키모프 전차 중대는 저녁에 크렘린을 떠났다. 크렘린 방어 사령부는 임시로 러시아 공화국의 인민 대표였던 콘스탄틴 코베츠 장군이 이끌었다. 그에게는 크렘린 방어를 위해 지원한 몇몇의 장군들과 고위 장교들의 지휘권이 주어졌다.
8월 20일 오후에 크류치코프, 야조프, 푸고는 국회의사당을 공격하기로 결정했다. 국가보안위원회의 장군 아게예프, 그리우치코프 보좌관, 군 장군 아찰로프, 야조프 보좌관은 국가보안위원회의 특수부대인 알파 부대와 빔펠 부대가 주 임무를 수행하고, 내무군의 모스크바 OMON과 제르진스키 부대의 공수부대, 3개 전차 군단들과 헬리콥터 비행중대가 지원하는 "그롬 작전"(우레)를 계획했다. 알파 부대의 지휘관 빅토르 가르푸킨과 알파 부대의 다른 고위 장교들은 러시아 공수부대의 지휘관보 알렉산드르 레베디 장군과 함께 크렘린 근처의 군중들 사이에 섞여 작전의 착수 가능성을 평가했다. 그리고 나서, 빅토르 가르푸킨과 빔펠 부대의 지휘관 베스코프 대령은 아게예프에게 작전이 유혈 사태의 결과로 실패하게 될 것이라고 설득했다. 공수부대의 지휘관 파벨 그라쵸프의 동의로 알렉산드르 레베디는 크렘린으로 되돌아갔고 은밀히 방어군 본부에게 2시에 공격이 시작 될 것을 알렸다.

### 8월 21일
약 1시 쯤에, 크렘린으로부터 그리 멀지 않은 곳에서 타만스카야 사단의 장갑차들이 시위대가 쳐놓은 장애물로 돌진했다. 이때 시위대에 참가하고 있던 모스크바 시민 드미트리 고마르가 장갑차에 올라가 방습포 구멍 틈에 숨어서 관찰을 시도했으나 장갑차에서 떨어져 죽었다. 그 직후 그를 구하려 했던 블라디미르 우소프와 일리아 크리체프스키가 죽고 다른 사람들이 부상당했다. 군중들은 장갑차에 불을 질렀지만 승무원들이 탈출한 까닭에 죽지는 않았다.

한편, 알파 부대와 빔펠 부대는 예정대로 국회의사당으로 가지 않았다. 이 사실을 알게 된 야조프는 모스크바로부터 병력들의 철수를 명령했고, 8시부터 모스크바를 떠났다. 국가비상사태위원회 조직원들은 국방부 장관과 만났고 무슨일이 일어났는지 모른다고 했고, 미하일 고르바초프와 만나서 협상을 하기 위해 크림반도로 대표단을 보낼 것을 결정했다. 블라디미르 크루치코프, 드미트리 야조프, 올레그 바클라노프, 알렉산데르 티쟈코프, 소련 최고회의 의장 아나톨리 루키아노프, 소련 공산당 총서기 블라디미르 이바슈코가 크림반도로 날아갔다. 오후 5시에, 대표단은 포로스의 별장에 도착했지만 미하일 고르바초프는 그들과 만나기를 거절했다. 대신 고르바초프는, 별장과의 통신이 재개되자 국가비상사태위원회의 모든 결정은 무효라고 선언했고 그들의 해산을 명령했다. 소련 검찰총장은 쿠데타에 대한 진상 조사에 착수했다.

## 여파
미하일 고르바초프와 국가비상사태위원회의 대표단들은 모스크바로 날아갔다. 크류치코프, 야조프, 티쟈코프는 8월 22일 이른 시각에 모스크바에 도착했을 때 공항에서 체포되었다. 8월 22일 아침에 푸고는 그의 집무실에서 체포되었다. 푸고는 체포되기 전 8월 23일에 자살했다. 같은 발 파블로프와 바실리 스타로두브체프가 체포되었다. 올레그 바클라노프, 발레리 볼딘, 올레그 셰린은 8월 24일에 체포되었다. 더불어 많은 지방정부의 관리들이 국가비상사태위원회를 지지한 이유로 8월 21일 러시아 최고 소비에트는 대통령에게 지방정부의 관리를 임명할 권한을 부여했다.
8월 22일 러시아 최고 소비에트는 1627/1-1항 결정에 의해 낫과 망치가 그려진 기존 소련 시절의 국기 대신 옛 러시아 제국에서 사용하던 삼색기를 러시아의 공식적인 국기로 공표했다. 8월 24일에는 제르진스키 광장의 국가보안위원회 청사의 전방에 있는 체카의 창설자인 펠릭스 제르진스키 기념비가 철거되었다. 같은 날, 수천명의 모스크바 시민들이 드미트리 고마르, 블라디미르 우소프, 일리아 그리체프스키의 장례식에 참석했다. 미하일 고르바초프는 그들에게 '소비에트 연방의 영웅' 칭호를 수여했다.
8월 24일 고르바초프는 소련 공산당 서기장직에서 물러났다. 그의 후임으로 블라디미르 이바슈코가 올랐으나 그 역시 8월 29일 사퇴했다. 같은 날 옐친은 소련 공산당의 공공기록 보관소를 국가 권한의 공문서 보관소로 옮겼다. 8월 25일에는 러시아에 있는 소련 공산당 재산(당 위원회 본부 뿐만 아니라 교육기관들, 호텔들을 포함)을 국유화시켰으며, 11월 6일 공산당 활동을 금지시켰다.
같은 날, 미하일 고르바초프는 국가비상사태위원회 조직원 발렌틴 파블로프가 이끌었던 소련 각료 회의를 대신해 "소비에트 경제 운영 관리 위원회"(Комитет по оперативному управлению народным хозяйством СССР)를 만들었다. 러시아 공화국 수상 이반 실라예프가 위원장에 임명되었으며, 같은 날 베르코프나 라다는 우크라이나 독립 선언을 발표하며 우크라이나의 독립을 묻는 국민투표를 요구했다. 8월 27일에 몰도바 최고 소비에트는 몰도바의 독립을 선언했다. 아제르바이잔과 키르기스 공화국의 최고 소비에트들도 각각 8월 30일과 31일에 독립을 선언했다.
9월 5일에는 인민 대표 회의는 개혁된 소련 최고 소비에트 하의 "과도기의 소비에트 연방 권한에서" 소비에트 법률 2391-1항을 채택했다. 연방 소비에트(Совет Союза)와 공화국 소비에트(Совет Республик)의 두 새로운 입법원은 연방 소비에트와 국가 소비에트)로 대체되었다(둘다 소련 인민 대표 회의에 의해서 선출됨). 연방 소비에트는 소련 인민 대표들의 일반 투표 선출에 의해 구성되었다. 공화국 소비에트는 연방 공화국의 입법 기관에 의해 대표로 임명된 각각의 연방 공화국의 각각의 자치 지역을 대표하는 대리인 1명씩을 더한 각각의 연방 공화국에서 20명의 대리인들이 포함(소련 인민 대표와 공화국 국민 대표를 모두 포함)된다. 러시아는 52명의 대표들로 예외였다. 그러나, 각각의 연방 공화국 대표단은 공화국 소비에트에서 단 한번의 투표만 할 수 있게 했다. 그 법령들은 연방 소비에트에 의해서 처음 채택되었고 그 다음 공화국 소비에트에 의해 채택되었다. 또한 소련 대통령과 연방 공화국들의 대통령들이 포함되는 소련 국가 의회(Государственный совет CCCP)도 만들었다. "소비에트 경제 운영 관리 위원회"는 소련 내부공화국 경제 위원회(Межреспубликанский экономический комитет СССР)로 대체되었고, 이반 실라예프가 잠시동안 의장직을 맡았다.
9월 9일에는 타지크 공화국 최고 소비에트가 소비에트 연방으로부터 타지키스탄의 독립을 선언하였다. 아르메니아에서는 투표자들 중에 99%가 공화국의 독립 서약에 대한 국민 투표에 찬성하였다. 그 투표의 즉각적인 여파는 아르메니아 최고 소비에트의 독립 선언서가 9월 21일에 발행되었다. 11월까지 독립선언을 하지 않은 소비에트 공화국은 러시아, 벨로루시, 카자흐스탄, 우즈베키스탄 뿐이었다. 같은 달, 일곱 공화국들(러시아, 벨로루시, 카자흐, 우즈베크, 키르키스, 투르크멘, 타지크)은 주권 국가 연합이라고 불리는 동맹의 형태로 새 연방 조약에 동의하였으나, 조약은 실행되지 않았다.
12월 1일에는 우크라이나에서 국민 투표를 개최되었고, 90% 이상의 우크라이나 국민들이 독립에 찬성했다. 12월 8일에는 보리스 옐친, 우크라이나 최고 소비에트 의장이였던 레오니드 크라추크, 벨라루스의 지도자였던 스타니슬라프 슈시케비치가 벨라루스의 수도인 민스크에서 만나 독립 국가 연합(CIS)을 창설하고 1922년의 소비에트 연방의 창설 조약을 소멸시켰다. 그리고 12월 21일 알마아타에서 아르메니아, 아제르바이잔과 중앙 아시아의 다섯 공화국들을 포함하여 독립 국가 연합의 창설을 확정지었다. 발트 3국은 가입하지 않았으며, 조지아는 1993년에 가입했으나 2008년 남오세티야 전쟁 이후 철회했다.
1991년 12월 25일 고르바초프는 소련 대통령직에서 사퇴했다. 다음날인 1991년 12월 26일 소비에트 연방은 공식적으로 해체되었다.

### 음모자들의 재판
체포된 국가비상사태위원회 조직원들은 권력을 빼앗을 목적으로 음모를 꾸미고 자행한 데서 반역죄가 적용되었다. 그러나 1992년 말에 그들은 재판 미결의 보호에서 풀려났다. 러시아 대법원의 군사부 재판이 1993년 4월 13일에 시작되었다.
1994년 2월 23일 러시아 국가 두마는 국가비상사태위원회 조직원들과 공모자들 뿐만 아니라 1993년 10월 사변의 가담자들도 사면해 줄 것을 공표했다. 관련자들 모두 이를 받아들였다. 예외로 자신의 무죄를 주장하던 발렌틴 발렌니코프 장군은 10월 11일 무죄가 선고 되었다.

### 의회의 임무
1991년에 쿠데타의 원인과 이유 규명을 위한 의회 위원회가 레프 포노마료프의 지휘 하에 성립되었지만 1992년에 루슬란 하스불라토프의 주장으로 해산되었다. 1995년 세르게이 메드베데프는 보리스 옐친 대통령의 언론 담당 비서가 되었고 1996년까지 그 직책을 유지했다.

## 같이 보기
- 소비에트 연방의 역사
- 1993년 러시아 체제 위기